# Landstände des Herzogtums Nassau

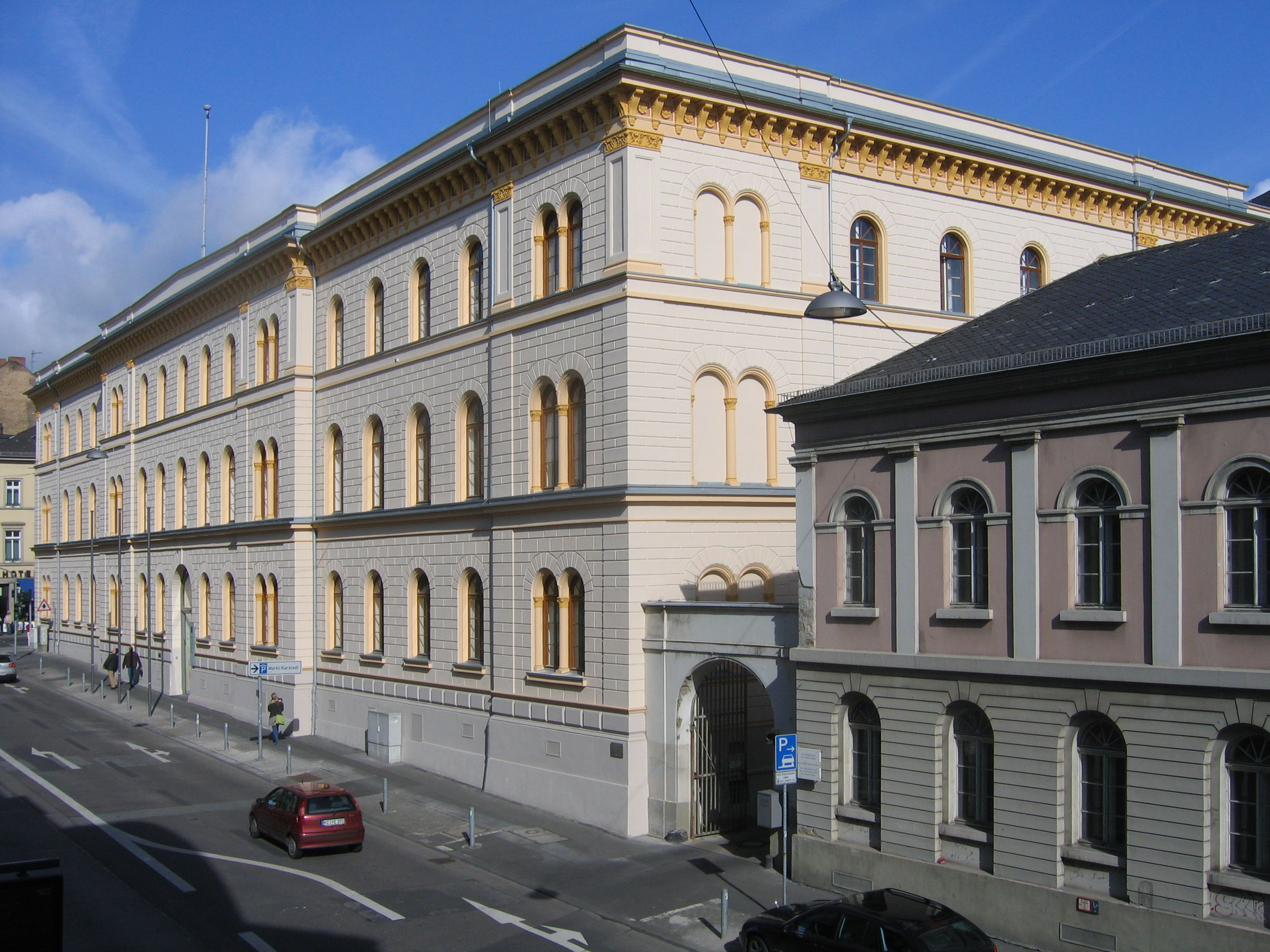
Das Ministerialgebäude in Wiesbaden; Sitz der Landstände ab 1844

Die Landstände des Herzogtums Nassau waren der Landtag des Herzogtums Nassau zwischen 1818 und 1866. Als Folge der Annexion des Herzogtums durch Preußen nach dem Deutschen Krieg 1866 wurde der Nassauische Kommunallandtag bzw. das Preußische Abgeordnetenhaus sein Nachfolger.

## Vorgeschichte
Im Gegensatz zu vielen anderen Territorien des alten Reiches verfügten die nassauischen Lande über keine Landstände. Dies war der Kleinteiligkeit Nassaus und der Tatsache geschuldet, dass es in Nassau keine wesentliche Schicht von einzubindenden Adligen gab. Die Landstände des Herzogtums Nassau hatten daher keine direkten Vorläufer.

## Von der Gründung des Herzogtums bis zur Märzrevolution

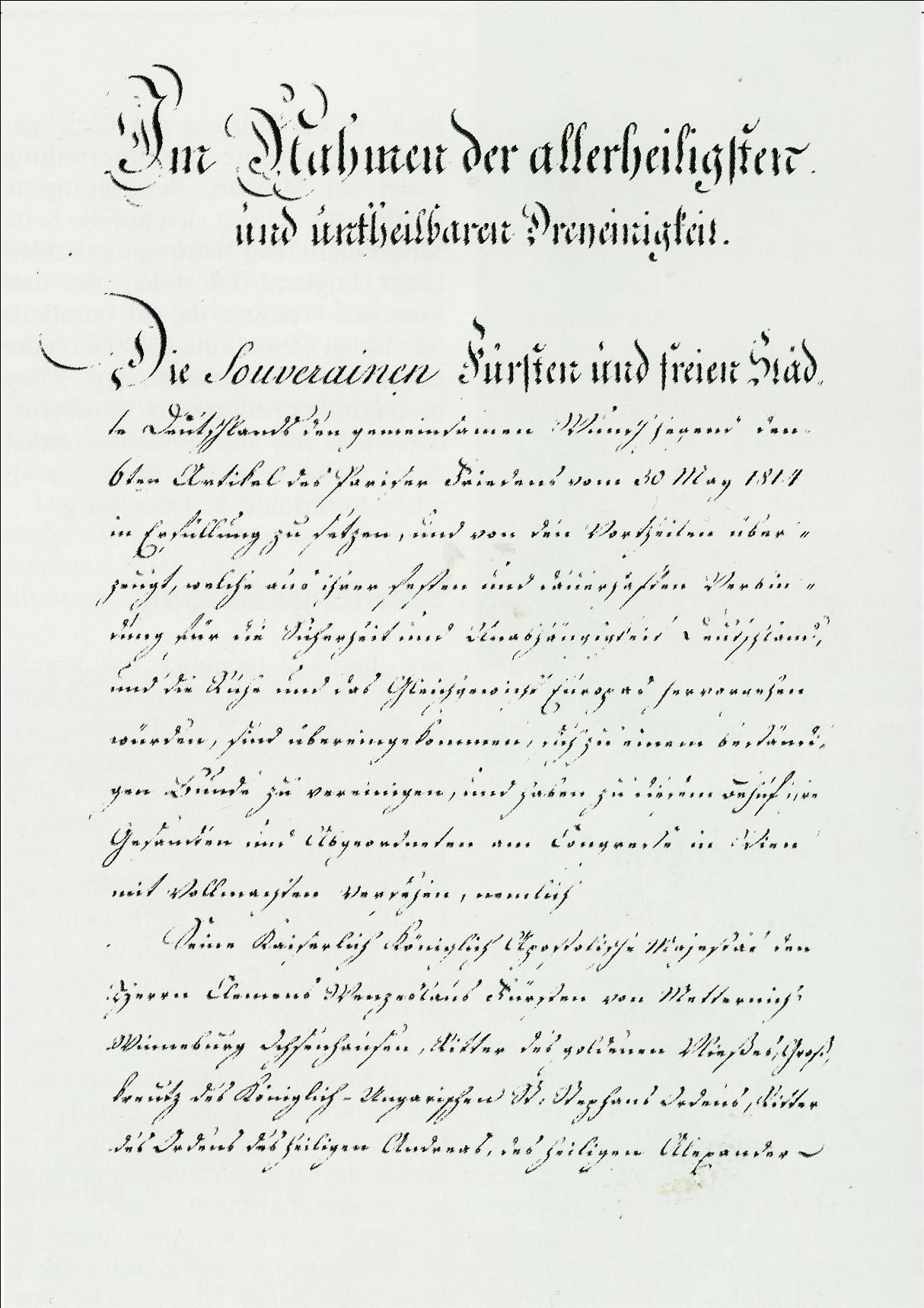
Bundesakte von 1815

Artikel 13 der Bundesakte verpflichtete die Staaten des Deutschen Bundes, Verfassungen zu erlassen und einen Landtag einzurichten. Bereits vorher hatte das Herzogtum Nassau in der Verfassung von 1814 ein Zwei-Kammern-Parlament vorgesehen.

### Erste Kammer
Die Erste Kammer oder Herrenbank sollte der Vertretung des Adels dienen. Neben den Prinzen der herzoglichen Familie – der Herzog selbst als Souverän war nicht Mitglied der Ersten Kammer – waren dies vor allem die Standesherren, die Chefs der mediatisierten, früher reichsunmittelbaren Familien. Diese hatten im Rahmen des Reichsdeputationshauptschlusses ihre Souveränität verloren und sollten so politisch entschädigt werden. Neben den Standesherren konnte der Herzog weitere Mitglieder des elfköpfigen Gremiums ernennen. Mit herzoglichem Edikt vom 4. November 1815 wurde die Kammer um sechs weitere Mitglieder ergänzt, die von den höchstbesteuerten adligen Grundbesitzern gewählt wurden.

### Zweite Kammer
Die Zweite Kammer oder Landesdeputiertenversammlung bestand aus 18 gewählten Mitglieder sowie vier weiteren Mitgliedern. Gewählt wurde in zwei Gruppen: in der Gruppe der Grundbesitzer und der der Gewerbetreibenden.
Für die Grundbesitzer waren 15 Mandate vorgesehen. Die Abgeordneten wurden in direkter Wahl in drei Wahlkreisen (Wiesbaden, Weilburg und Dillenburg) gewählt. Die Wahl erfolgte persönlich in Wahlversammlungen. Das aktive Wahlrecht setzte ein Mindestalter von 25 Jahren voraus, wahlberechtigt waren nur Männer. Das Wahlrecht richtete sich nach den Steuerzahlungen (Zensuswahlrecht). Wahlberechtigte mussten in der Gruppe der höchstbesteuerten Grundbesitzer eingeordnet sein. Weiterhin durften Wahlberechtigte nicht unter Kuratel stehen, in Konkurs oder vorbestraft sein. Bedingt durch diese Einschränkungen war nur ein kleiner Teil der Bevölkerung wahlberechtigt. 1825 waren dies rund 1.750 Personen von rund 300.000 Einwohnern. Im Durchschnitt waren bei Wahlen bis 1846 1.826 Personen oder 2 % der Bevölkerung wahlberechtigt.
Die höchstbesteuerten Gewerbetreibenden verfügten über drei Mandate in der zweiten Kammer. Auch hier bestanden die für die Grundbesitzer genannten Wahlvoraussetzungen. 1825 waren in dieser Gruppe rund 200 Personen wahlberechtigt.
Vier Abgeordnete vertraten die Hochschulen und Kirchen. Je ein Vertreter repräsentierte
- die höheren Schulen
- die Religionsgemeinschaft der Lutheraner
- die Religionsgemeinschaft der Reformierten und
- die Religionsgemeinschaft der Katholiken.

Die Wahl erfolgte jeweils auf sieben Jahre. Für den Fall des Ausscheidens eines Mitglieds waren Nachwahlen vorgesehen. Der Vorsitzende wurde vom Herzog aus drei Vorschlägen der Kammer ernannt.

### Kompetenzen, Arbeit
Die Kompetenzen des Landtags waren begrenzt. Die Landstände wurden durch den Herzog einberufen. Ein Zusammentreten aus eigenem Recht war ihnen verwehrt. Vorgesehen war, dass in jedem Jahr in den Monaten Januar bis März eine Parlamentssession stattfinden sollte. Auch konnte der Herzog die Kammer vertagen oder auflösen. Die Stände hatten kein Gesetzesinitiativrecht; sie konnten die herzogliche Regierung um Gesetzesentwürfe bitten. Ein eingeschränktes Budgetrecht bestand: Die Stände hatten das Recht, Steuern zu bewilligen oder abzulehnen und das Recht der Haushaltskontrolle. Zu den Aufgaben gehörte auch die Kontrolle der Justiz.
Die Kammern entschieden über Vorlagen jeweils getrennt (Ausnahme: über den Haushalt entschieden beide Kammern gemeinsam). Waren sich beide Kammern nicht einig, war ein Vermittlungsausschuss vorgesehen.

## Erste Wahlperiode
Erst vier Jahre nach der Verkündung der Verfassung setzte Anfang 1818 der Herzog die ersten Wahlen an. Dadurch sollte eine Mitwirkung des Parlaments an der grundlegenden Einrichtung des Herzogtums verhindert werden. Wahlberechtigt waren 39 Adlige und 1448 bürgerliche Großgrundbesitzer sowie 128 wohlhabende Stadtbewohner. Gemessen an den 287.000 Einwohnern des Herzogtums lag der Anteil der Wahlberechtigten an der Bevölkerung bei 0,4 Prozent und damit im Vergleich zu anderen deutschen Territorien niedrig. Das passive Wahlrecht für die Deputiertenkammer besaßen nur 265 Personen bzw. 0,05 Prozent der Bevölkerung.  Am 3. März 1818 traten die Landstände erstmals zusammen. Erster Präsident der zweiten Kammer wurde Christian Wilhelm Snell. Die Abgeordneten sind in der Liste der Abgeordneten der Landstände des Herzogtums Nassau (1818–1848) aufgeführt. Inhaltliche Schwerpunkte setzte in der ersten Wahlperiode vor allem die Herrenbank. Die mediatisierten Häuser nutzten sie als Plattform zum Schlagabtausch mit der herzöglichen Regierung. Dabei war der Nassauische Domänenstreit bereits ein wichtiges Thema.

## Zweite Wahlperiode
Die zweiten Wahlen zur zweiten Kammer fanden 1825 statt. Viele der liberalen Deputierten verloren dabei ihr Mandat. Als Parlamentspräsident wurde Georg Herber bestätigt, der Snell bereit 1819 in diesem Amt abgelöst hatte. Spätestens ab 1830 beherrschte der Nassauische Domänenstreit die Arbeit des Landtags. Am 24. März 1830 legten die Deputierten der zweiten Kammer eine Erklärung vor, nach der die Domänen Eigentum der Allgemeinheit sei. Die Regierung widersprach dieser Auffassung nachdrücklich. Kammerpräsident Georg Herber wurde verhaftet und wegen „Schmähung des Regenten“ und „Injurien“ gegen Bieberstein zu drei Jahren Festungshaft verurteilt.
1831 hatte die herzogliche Regierung einen Pairsschub vorgenommen: Durch die per Edikt vom 29. Oktober 1831 angeordnete Ernennung weiterer Mitglieder der inzwischen weitgehend ihn unterstützenden Herrenbank erreichte der Herzog eine Mehrheit in den Ständen. Die liberale Opposition war damit zur Minderheit gemacht und blieb mit ihrem Versuch erfolglos, im November 1831 die Steuererhebung zu verweigern. Ebenso stimmte die Herrenbank eine von den Bürgerlichen angestrebte Klage gegen Staatsminister Bieberstein nieder, mit der die Vergrößerung der Herrenbank geahndet werden sollte.

## Dritte Wahlperiode
Bei den Wahlen vom März 1832 setzten sich die liberalen Kräfte durch und es gab eine klare liberale Mehrheit in der zweiten Kammer. Dieser Wahlsieg bewirkte aber aufgrund der Lage in der ersten Kammer keine Oppositionsmehrheit in den Landständen insgesamt. Die bürgerlichen Deputierten verlangten daher, dass die Herrenbank in ihren vorherigen Zustand zurückversetzt würde. Als die Regierung dies verweigerte, brachen die Gewählten die Sitzung ab und zogen am 17. April aus der Versammlung aus. Die drei Geistlichen, der Lehrer und ein verbliebener Deputierter erklärten die übrigen ihrer Rechte für verlustig und genehmigten die herzoglichen Steuern. Die Boykotteure waren die Abgeordneten Joseph Adamy, Johann Adam Allendörfer, Jacob Bertram, Michael Dietz, die Brüder Friedrich und Jacob Heinrich Eberhard, Friedrich Arnold von Eck, Philipp Fink, Georg Herber, Georg Hofmann, Nikolaus Kindlinger, Friedrich Lang, Philipp May, Friedrich Ruß und Joseph Weiler. Die Boykotteure wurden von der 1832 erfolgenden Nachwahl ausgeschlossen. Damit waren praktisch keine Liberalen mehr in der Deputiertenkammer mehr vertreten, als sie 1833 erneut zusammentrat. Statt Georg Herber wurde Georg Müller zum interimistischen Präsidenten der Kammer bestimmt. Nach den Wahlen wurde Friedrich Eberhard zum neuen Präsidenten gewählt. Die Abgeordneten waren durch die Ereignisse, die verschärfte Zensur und vor allem durch die Prozesse gegen eine Vielzahl von Liberalen (an der Spitze Georg Herber) so eingeschüchtert, dass die Kammer keinen Versuch einer Oppositionsarbeit mehr wagte.

## Vierte Wahlperiode
Bei den turnusgemäßen Wahlen 1839 ergaben sich nahezu keine politischen Veränderungen: Liberale Strömungen waren in der Deputiertenkammer praktisch nicht vertreten.

## Fünfte Wahlperiode
In der Deputiertenkammer, die aus der Wahl im Jahr 1846 hervorging, zeigten sich erstmals wieder Reformbemühungen, was möglicherweise im Zusammenhang mit zuvor gestiegenem Reformdruck in anderen Parlamenten deutscher Territorien stand, so in Baden und Württemberg. Umgesetzt wurde jedoch nur die Veröffentlichung der eigenen Sitzungsprotokolle. Weitere initiativen wie eine zu Gunsten der Gewerbetreibenden veränderte Zusammensetzung, mündlichen und öffentlichen Gerichtsverhandlungen, Judenemanzipation, Pressefreiheit, Öffentlichkeit der eigenen Sitzungen, Reformen der Gemeindeordnung und eine Verringerung des Wildbestands wurden von der herzoglichen Regierung zurückgewiesen. Der neu gewählte August Hergenhahn etablierte sich schnell als Anführer der liberalen Fraktion.

## Deutsche Revolution
Auch in Nassau führte die Märzrevolution zu einem neuen Wahlrecht. Nachdem der Herzog am 4. März 1848 die „Neun Forderungen der Nassauer“ akzeptiert hatte, musste er auch erstmals eine echte Volksvertretung akzeptieren. Das neue (provisorische) Wahlgesetz von 5. April 1848 traf folgender Regelungen: Das Zweikammersystem wurde zu Gunsten einer einzigen Kammer (der Ständeversammlung) aufgegeben. Die Abgeordneten wurden in allgemeiner, geheimer und schriftlicher Wahl über Wahlmänner gewählt. Das Wahlrecht hing nicht mehr von der Steuerzahlung ab. Das aktive Wahlrecht setzte voraus, dass die Wähler Gemeindebürger im Sinne des Nassauischen Gemeindegesetzes vom 12. Dezember 1848 waren. Das bedeutete: Volljährigkeit, guter Leumund und die Fähigkeit den Unterhalt einer Familie zu sichern. Die Ausprägung des Wahlrechtes war auch in den Kreisen der Liberalen umstritten. So vertraten Wilhelm Zais und Franz Bertram die Position, stattdessen eine direkte Wahl mit niedrigem Zensus von 3,2 Gulden Steuern durchzuführen, konnten sich aber nicht durchsetzen. Gewählt wurde in 14 Wahlbezirken, die jeweils zwei Ämter umfassten. Je 9600 Einwohner wurde ein Abgeordneter gewählt, so dass sich vier Wahlbezirke mit zwei Abgeordneten, sieben Wahlbezirke mit drei Abgeordneten und drei Wahlkreise mit vier Abgeordneten ergaben. Das passive Wahlrecht war dahingehend begrenzt, dass Regierungsmitglieder, oberste Militärs und deren Bedienstete nicht wählbar waren. Die Amtmänner und Rezepturbeamte waren nicht in ihrem Wahlbezirk wählbar.
Am 1. Mai 1848 erfolgten die Wahlen zum sechsten Landtag nach dem neuen Wahlgesetz (aber noch unter Nutzung der alten Gemeindeordnung von 1816 zur Definition des Gemeindebürgers). Die Abgeordneten der sechsten Wahlperiode sind in der Liste der Abgeordneten der Landstände des Herzogtums Nassau (1848–1851) aufgelistet. Wahlberechtigt waren nun mehr als 70.000 Bürger. Mit 41 Deputierten hatte sich die Zweite Kammer wesentlich vergrößert, so dass zahlreiche bislang nicht in Erscheinung getretene Kandidaten zur Wahl standen, deren politische Einstellung für die Wahlmänner meist nicht klar zu erkennen war. Insgesamt wurden nur drei Abgeordnete des fünften Landtags wiedergewählt. Bald nach der ersten Landtagssitzung am 22. Mai begann die Formierung von Fraktionen.
Am 18. Dezember 1849 wurde als wichtigste Entscheidung der Ständeversammlung die neue Verfassung von Nassau verabschiedet. Darüber hinaus befasste sich das Parlament insbesondere mit Fragen, die die Landbevölkerung zur Teilnahme an der Revolution getrieben hatten: Im Juli 1848 wurde das Recht zur Jagd auf fremden Grundstücken abgeschafft. Am 18. Dezember 1848 wurde ein Gemeindegesetz verabschiedet, das gewählte Bürgermeister und Gemeindevertreter festschrieb. Am 24. Dezember wurde die lange umstrittene Zehntablösung in Nassau durch die Festsetzung der Ablösebetrags auf das 14-Fache des jährlichen Zehntertrags entscheidend vorangebracht. Es folgten am 4. April 1849 ein Verwaltungsgesetz, das erstmals für die unterste Ebene allgemeine Verwaltung und Justiz trennte, ein Strafgesetzbuch und am 14. April das Gerichtsverfassungsgesetz, nach dem Strafprozesse öffentlich und mündlich geführt werden mussten und Schwurgerichte eingeführt wurden.
Mit dem Scheitern der Frankfurter Nationalversammlung im Sommer 1849 spaltete sich auch der nassauische Landtag. Während die linken Abgeordneten am Frankfurter Parlament festhielten, unterstützten die rechten die von Preußen vorangetriebene Erfurter Unionsverfassung. Zudem nahm die Heftigkeit der Auseinandersetzungen über die Steuerbewilligung zu. Während die Rechte im Wesentlichen die Haushaltsentwürfe der herzoglichen Regierung stützte, versuchte die Linke ein Sparprogramm durchzusetzen. Dieser Haushaltsstreit führte im März 1850 dazu, dass die Regierung den Landtag bis zum 25. September vertagte. Im Frühjahr 1851 zogen die Linken im Rahmen des immer noch nicht beigelegten Streits aus dem Parlament aus. Daraufhin ordnete der Herzog die Auflösung an, die am 2. April 1851 im Rahmen der letzten Landtagssitzung stattfand. Damit war der nassauische Landtag allerdings eines der letzten im Rahmen der Deutschen Revolution formierten Parlamente, das überhaupt noch zusammentrat.

### Anfänge des Parteiwesens
Mit der Märzrevolution war es möglich geworden, politische Vereine, die Vorgänger der späteren Parteien, zu bilden. Die Wahlen waren jedoch noch reine Persönlichkeitswahlen. Parteilisten gab es genauso wenig wie Wahlkampagnen der einzelnen Gruppen.
Die beiden Extreme im politischen Spektrum stellten der „Centralverein für religiöse Freiheit“ und die „Republikanische Gesellschaft“ dar. Der Centralverein, in Limburg an der Lahn von Bischof Peter Josef Blum, Moritz Lieber und Johann Baptist Diehl gegründet, deckte das katholisch-konservative Lager ab. Nur wenige Abgeordnete der Ständeversammlung standen dem Centralverein nahe. Die „Republikanische Gesellschaft“ trat für eine Abschaffung der Monarchie und der Einführung einer Republik ein. Mit dieser Forderung konnten sich jedoch die wenigsten Nassauer anfreunden. Die Gesellschaft erzielte keine Erfolge bei den Märzwahlen.
Erfolgreicher waren die Liberalen: Eine Reihe lokaler Zusammenschlüsse wurden gegründet, die sich Mitte 1848 im „Bund demokratischer Vereine“ zusammenschlossen. Auch wenn diese Vereine in der Bevölkerung hohe Akzeptanz genossen, wurden sie von der Regierung verfolgt und wieder aufgelöst. So wurde in Wiesbaden am 12. Juli 1848 der "Demokratischer Verein Wiesbaden" gegründet. Gründungsmitglieder waren unter anderem die Abgeordneten Carl Braun und Gustav Dünkelberg. Der Verein wurde jedoch bereits drei Tage später durch die Regierung aufgelöst. Daraufhin wurde als Nachfolgeorganisation der "Verein zur Wahrung der Volksrechte" gegründet. Gründungsmitglieder waren unter anderem Christian Minor, Friedrich Snell und Wilhelm Zais. Diese Vereine wurden mit dem Sieg der Reaktion aufgelöst und gelten als die Vorläufer der Nassauischen Fortschrittspartei.
Der Revolutionsregierung von August Hergenhahn standen die Konstitutionellen nahe. Am 10. Juni 1848 wurde als ihre Organisation die „Gesellschaft für Freiheit, Recht und Ordnung“ gegründet, die seit November 1848 als „Deutscher Verein“ auftrat. Neben Hergenhahn waren die Abgeordneten Franz Bertram, Remigius Fresenius, Daniel Düringer, Wilhelm Reichmann, Friedrich Lommel, Phillip Simon und Joseph Hess Wortführer dieses Vereins. Auch dieser Verein wurde mit dem Scheitern der Revolution 1851 aufgelöst.
Im Parlament bildeten sich Mitte 1848 zwei große Fraktionen heraus, die sich in den folgenden Monaten verfestigten: Am 25. Januar 1849 wurde der „Club der Linken“ gegründet. Vertreten waren gemäßigt liberale demokratische Politiker wie Carl Braun, Friedrich Lang oder Friedrich Snell. Als Reaktion auf diese Gründung bildete sich am 27. Juli 1849 der „Club der Rechten“ in dem sich klerikal-konservative Abgeordnete wie Johann Bellinger, Georg Rau oder Reminius Fresenius zusammenfanden. Diese Fraktionen waren recht lockere Zusammenschlüsse ähnlich denkender Abgeordneter. Ein deutliches Maß an Fraktionsdisziplin bestand nicht. Fraktionswechsel waren nicht ungewöhnlich. Auch die Fraktionen lösten sich ab 1851 auf.
Während des Bestehens der revolutionären Ständeversammlung hatten durch Nachwahlen insgesamt 50 Abgeordnete dem Gremium angehört. Von ihnen wurden 18 der Rechten und 19 der Linken zugeordnet. Die übrigen 13 stimmten mehr oder minder stark wechselnd ab.

## Restaurationszeit
Wie überall im Reich wurden auch in Nassau in der Reaktionsära die demokratischen Errungenschaften der Revolution rasch beseitigt. In Nassau wurde mit Edikt vom 26. November 1851 ein neues Wahlrecht eingeführt, das sich an den Regelungen der Verfassung von 1814 orientierte. Es wurden wieder zwei Kammern eingerichtet. Die Regelungen der neuen Verfassung wurden aufgehoben.
In der ersten Kammer waren die Prinzen des herzoglichen Hauses vertreten, soweit sie 21 Jahre alt waren. Auch die Standesherren und weitere erbliche Mitglieder (die durch den Herzog ernannt wurden) nahmen wieder ihre Sitze ein. Hinzu kamen der katholische und der protestantische Landesbischof und neun nach dem Zensuswahlrecht gewählte Mitglieder: Jeweils sechs Vertreter der höchstbesteuerten Grundbesitzer und drei der höchstbesteuerten Gewerbetreibenden. Die erblichen Mitglieder hatten das Recht, sich vertreten zu lassen, die gewählten nicht.
Die zweite Kammer bestand aus 24 Abgeordneten, die in indirekter öffentlicher Wahl bestimmt wurden. Für je 200 Wahlberechtigte wurde ein Wahlmann nach dem Dreiklassenwahlrecht bestimmt. Es herrschte Wahlpflicht. Dennoch waren die Wahlbeteiligungen wegen der geringen Einflussmöglichkeiten der Wähler gering (lediglich drei bis vier Prozent der Wahlberechtigten beteiligten sich). Das aktive Wahlrecht stand allen unbescholtenen Männern ab 25 Jahren zu. Durch diese Regelungen wurden Mehrheiten der konservativen Kräfte bis 1862 sichergestellt.
Das Budgetrecht wurde (mit Zweidrittelmehrheit) gemeinsam durch beide Kammern wahrgenommen.
Durch diese Bestimmungen war die liberale Opposition marginalisiert. Wichtigster Träger der Opposition in dieser Zeit war die katholische Kirche. Im Nassauischen Kirchenstreit, stellte sich der Limburger Bischof Peter Josef Blum der nassauischen Regierung entgegen und wurde dafür 1853 mit einem Kriminalprozess überzogen. Erst mit der Konvention vom 25. Mai 1861 erfolgte eine Einigung zwischen der Kirche und der nassauischen Regierung.

### Siebte Wahlperiode
Ein nennenswerter Wahlkampf oder eine publizistische Vorbereitung der Wahl fand nicht statt, auch weil die lokalen Verwaltungen entsprechende Versammlungen verboten und die Presse allgemein kaum noch politische Äußerungen machte. Am 14. und 16. Februar 1852 wählten zunächst die höchstbesteuerten Grundbesitzer und Gewerbetreibenden, zusammen weniger als hundert Personen im gesamten Herzogtum, ihre sechs Abgeordneten der ersten Kammer. Die Wahlmänner wurden am 9. Februar gewählt. Unter ihnen und vermutlich auch unter den Wählern dominierten Staatsbeamte. Die Wahlmänner bestimmten am 18. Februar die Abgeordneten der zweiten Kammer.
Für die Wahl von 1852 lässt sich die Zahl der Wahlberechtigten erstmals genau auf 70.490 bestimmen, was knapp 17 % der Bevölkerung entsprach. Die Wahlbeteiligung lag bei drei bis vier Prozent. In einigen Gemeinden fand die Wahl mangels Interesse überhaupt nicht statt. Im Gegensatz zu den vorherigen Parlamenten stellten Landwirte, von denen viele zudem Bürgermeister ländlicher Kommunen waren, die größte Gruppe unter den Abgeordneten der zweiten Kammer. Nur vier der 24 Abgeordneten hatten zuvor der revolutionär geprägten Ständekammer angehört. Linke Abgeordnete gehörten der zweiten Kammer gar nicht mehr an.
Die Rolle der Opposition übernahmen, insbesondere mit dem langsam aufkommenden Kulturkampf von der Mitte der 1850er Jahre an, die Vertreter des Politischen Katholizismus. So traten die Katholiken 1854/53 mit Debattenbeiträgen hervor, die sich an den Auseinandersetzungen um kirchliche Freiheitsrechte zwischen dem Bistum Limburg und dem Herzogtum in dieser Zeit abarbeiteten. Gesetzesinitiativen oder ähnliche wirksame parlamentarische Initiativen blieben aber aus. 1856 stellten Liberale und Teile der Katholiken einen Antrag zur Reform der Bundesverfassung des Deutschen Bundes, mit dem sie sich in den innerdeutschen Auseinandersetzungen an die Seite Österreichs stellten. Ein Beschluss wurde aber nicht gefasst. 1854 lehnte die zweite Kammer eine Reform des Jagdgesetzes ab, die die Regierung dennoch und damit rechtswidrig vollzog.
Vorsitzender der zweiten Kammer war über die gesamte Wahlperiode hinweg der Liberale Karl Braun.

### Achte Wahlperiode
Die Wahlen zur achten Wahlperiode fanden im Januar 1858 statt. Das Parlament begann in dieser Zeit wieder vorsichtig selbstbewusster gegenüber der Regierung aufzutreten. Ein Ansatzpunkt dafür war der Bau von Eisenbahnstrecken entlang an Rhein und Lahn, die Vertreter von Parlament und Regierung in Geheimsitzungen weitgehend einvernehmlich voranbrachten. In den folgenden Jahren wurden Konfliktpunkte zur Behandlung der Domänen und zum Jagdrecht ausgeräumt. Dies hatte aber jeweils den Charakter weitgehender Anerkennung der bestehenden Regelungen durch das Parlament bei beringen Zugeständnissen der Regierung. In weiteren Fragen wie der Haltung zur Handelspolitik des Deutschen Zollvereins oder zur Pressegesetzgebung handelte die Regierung weiterhin nach eigenem Gutdünken, ohne auf Proteste aus dem Parlament einzugehen.

## Der Wiederaufstieg der Liberalen

### Nassauische Fortschrittspartei
Im Dezember 1863, kurz nach den Landtagswahlen, wurde die Nassauische Fortschrittspartei gegründet. Es war die erste formell gegründete Partei des Herzogtums Nassau und sollte bis zu dessen Ende die einzige bleiben. Bereits Anfang 1863 hatten sich Theodor Dilthey, Hubert Hilf, Daniel Raht, Friedrich Schenck, Louis Gourdé, Christian Scholz und andere Liberale zusammengesetzt und das Programm der künftigen Partei erarbeitet. Dieses Programm wurde am 1. März 1863 auf Bürgerversammlungen in ganz Nassau verkündet. Man bekannte sich zu den Prinzipien des Liberalismus, forderte die Wiedereinsetzung der Reichsverfassung von 1848 sowie der nassauischen Verfassung von 1848 und des damaligen Wahlgesetzes und strebte einen deutschen Nationalstaat an. Die Nassauische Fortschrittspartei verstand sich als Nassauische Sektion des Nationalvereins. Siehe hierzu auch Deutsche Fortschrittspartei.

### Neunte Wahlperiode
Bei den Landtagswahlen am 25. November 1863 erreichte die Nassauische Fortschrittspartei aus dem Stand heraus einen klaren Sieg und errang 17 von 24 Sitzen in der zweiten Kammer und sogar alle neun Wahlmandate der ersten Kammer.
Der Herzog war entschlossen, dieser Herausforderung mit Härte zu begegnen und ernannte den konservativen Hardliner Joseph Werren zum Regierungskommissär im Landtag, um deutlich zu machen, dass er keinerlei Konzessionsbereitschaft zeigen würde. Auch auf Betreiben Werrens setzten umfangreiche repressive Maßnahmen gegen liberal eingestellte Staatsbedienstete und Amtsträger sowie liberale Organisationen ein. Ebenso deutlich war die Position des Volkes und des Parlamentes. In 42 Unterschriftenlisten mit zusammen 1885 Unterschriften forderten Nassaus Bürger die Rückkehr zur Verfassung von 1849. In einer zweiten Petition wurden 32 Unterschriftenlisten mit 1862 Unterschriften für die Wiedereinführung des 1848er Wahlrechts an das Parlament übergeben.
In der dritten Sitzung der 2. Kammer stellten die liberalen Abgeordneten einen Antrag auf Wiedereinführung des 48er Wahlrechtes und der Verfassung. Als Antwort auf diesen Antrag löste der Herzog am 20. August 1864 die Landtagssession auf. Am 2. November 1864 erfolgte die Auflösung des Landtags. 

### Zehnte Wahlperiode
Die vorgezogenen Neuwahlen zur zehnten Wahlperiode fanden am 9. Dezember 1864 statt. Um das gewünschte Ergebnis zu erreichen, setzte die Regierung auf Manipulationen. Es wurde ein Versammlungsverbot für die Fortschrittspartei ausgesprochen und auf die Wähler über die lokalen Verwaltungen erheblicher Druck ausgeübt. Diese Maßnahmen hatten nur begrenzten Erfolg. Zwar gewannen die Konservativen zu den sieben Mandaten in der zweiten Kammer vier hinzu, eine stabile Regierungsmehrheit bestand jedoch nicht. Dies zeigte sich bei der Behandlung des Antrags der Liberalen, eine Untersuchung über die Wahlmanipulationen vorzunehmen. Der Landtag zeigte sich handlungsunfähig. Sitzungen wurden teilweise von den Liberalen und teilweise durch die regierungstreuen Abgeordneten boykottiert und eine Entscheidungsfindung verhindert. Der handlungsunfähige Landtag wurde am 4. Mai 1865 durch den Herzog aufgelöst.

### Elfte und letzte Wahlperiode
Die Neuwahlen fanden am 24. Juni 1865 weitgehend ungestört statt. Das Ergebnis war ein Erdrutschsieg für die Liberalen. Die Nassauische Fortschrittspartei erhielt 20 von 24 Mandaten in der zweiten und alle Wahlmandate in der ersten Kammer. In der Folge änderte die Regierung ihre Taktik. Zum einen wurde Joseph Werren als Zeichen des Entgegenkommens entlassen. Zum anderen blieb der Herzog in den entscheidenden konstitutionellen Fragen hart. Die deutlichen Beschlüsse des Parlamentes zur Wiedereinführung des Wahlrecht von 1848 und der Verfassung wurden einfach nicht im Amtsblatt veröffentlicht. Die Regierung ignorierte die Beschlüsse. Auf Initiative der Regierung wurden vor allem Gesetze zur Wirtschafts- und Verkehrspolitik an das Parlament weitergeleitet und nur noch zum Teil vor dem Ende des Herzogtums bearbeitet.
Auch den letzten Konflikt zwischen Regierung und Parlament löste der Herzog durch Ignorieren: Am 26. Juni 1866 lehnte das Parlament das Kriegsbudget gegen Preußen in Höhe von 500.000 Gulden mit 24 gegen 14 Stimmen ab. Der Herzog trat dennoch an der Seite Österreichs in den Deutschen Krieg ein. Infolge der Niederlage wurde das Herzogtum Nassau durch  Preußen annektiert. Damit endete auch das Mandat der nassauischen Landstände.

## Landtagsgebäude

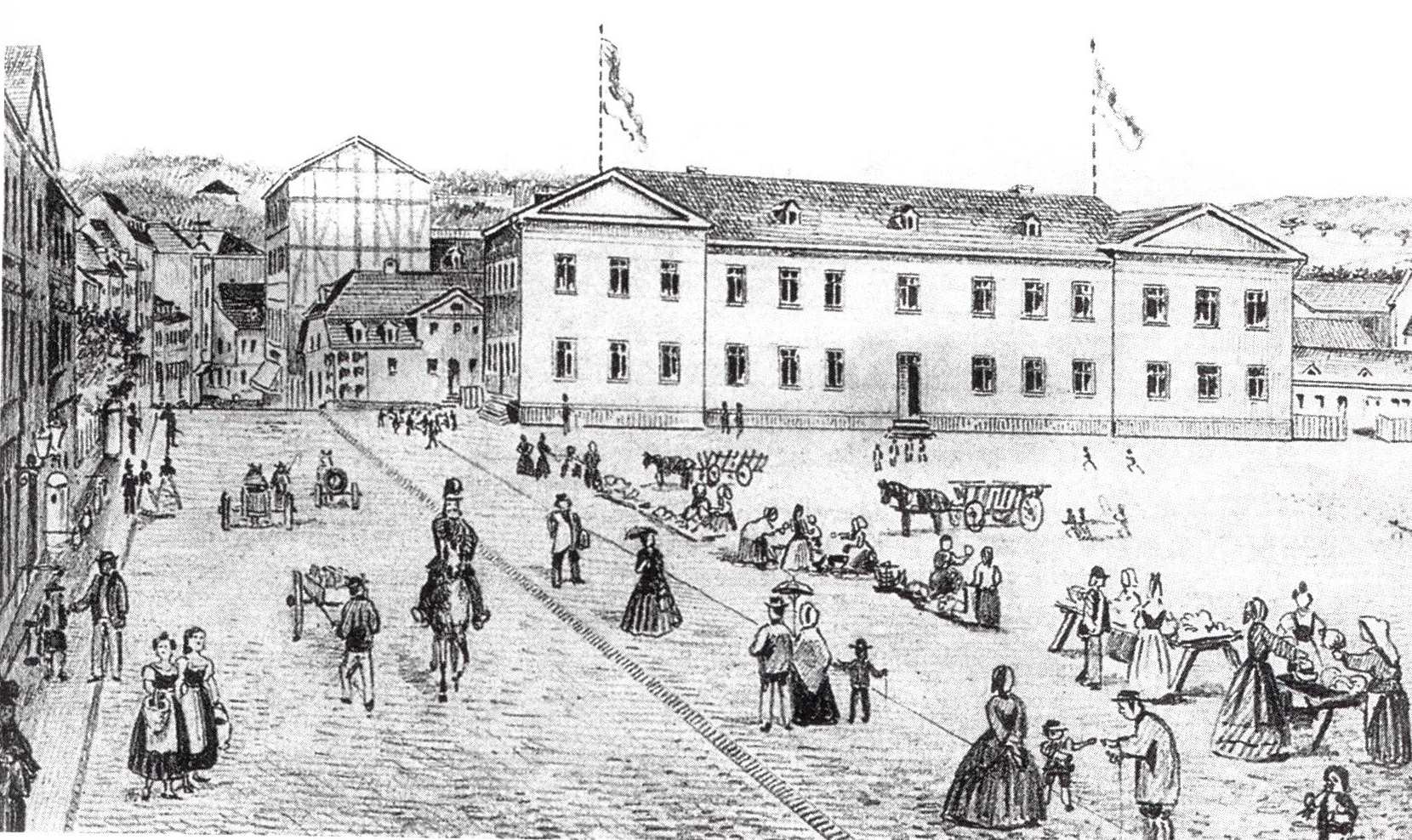
Stadtschule am Marktplatz

Die Stände tagten 1818 bis 1843 in der Stadtschule am Marktplatz in Wiesbaden. Ab 1844 bis zum Ende des Herzogtums 1866 war das Ministerialgebäude der Sitz der Landstände.

## Parlamentspräsidenten
| Herrenbank                                               | Herrenbank | Deputiertenkammer           | Deputiertenkammer     |
| Name                                                     | von-bis    | Name                        | von-bis               |
| -------------------------------------------------------- | ---------- | --------------------------- | --------------------- |
| August Freiherr von Preuschen von und zu Liebenstein     | 1818       | Christian Wilhelm Snell     | 1818                  |
| Friedrich Graf von Ingelheim gen. Echter von Mespelbrunn | 1819–1824  | Georg Herber                | 1819–1832             |
| Jacob Graf Elz gen. Faust von Stromberg                  | 1825–1831  | Georg Müller                | 1832 (interimistisch) |
| August von Kruse                                         | 1835–1837  | Friedrich (Ernst) Eberhard  | 1832                  |
| Hans Carl Freiherr von Zwierlein                         | 1838       | Peter Thönges               | 1833                  |
| Jacob Graf Elz gen. Faust von Stromberg                  | 1839–1842  | Johann Georg Baldus         | 1834–1836             |
|                                                          |            | Johann Daniel Haas III      | 1846–1847             |
|                                                          |            | Wilhelm Otto                | 1847–1848             |
|                                                          |            | August Hergenhahn           | 1848                  |
| Ständeversammlung                                        |            |                             |                       |
| Name                                                     | Name       | von-bis                     | von-bis               |
| Carl Schenck                                             |            | 1848                        |                       |
| Carl Wirth                                               |            | 1848–1851                   |                       |
| 1. Kammer                                                | 1. Kammer  | 2. Kammer                   | 2. Kammer             |
| Name                                                     | von-bis    | Name                        | von-bis               |
| Friedrich (Karl Anton) Georg Freiherr von Bock-Hermsdorf | 1852       | Carl Wirth                  | 1852–1858             |
| Karl Graf von Walderdorff                                | 1853–1854  | Carl (Joseph Wilhelm) Braun | 1859–1863             |
| Georg Möller                                             | 1855–1856  | Daniel Raht                 | 1864–1866             |
| Hans Constantin Freiherr von Zwierlein                   | 1857–1858  |                             |                       |
| Nicolaus (Nicolas) Prinz von Nassau                      | 1859–1866  |                             |                       |